# Hôpital de Pitkäniemi
L'hôpital de Pitkäniemi (finnois : Pitkäniemen sairaala), est un hôpital psychiatrique situé à Nokia en Finlande

## Présentation
L'hôpital est construit dans un parc sur la péninsule Pitkäniemi du lac Pyhäjärvi (Tampere).
L'hopital Pitkäniemi fait partie de l'hôpital universitaire de Tampere et c'est un établissement du district hospitalier de Pirkanmaa,.
L'hopital soigne les adultes et les jeunes, tandis que les enfants sont reçus à l'hôpital central. 
L'hôpital abrite aussi l'église d'hôpital de Pitkäniemi, qui a été inaugurée le 27 octobre 1901 et le cimetière de l'hôpital.

## Histoire
L'ensemble immobilier se compose de bâtiments en pierre achevés à la fin du XIXe siècle. 
Le projet de construction est conçu en 1894−1895 par les architectes Sebastian Gripenberg, Magnus Schjerfbeck et Ernst Albin Kranck, qui faisaient partie de la direction des bâtiments de Finlande.
Les experts sont Thiodolf Saelan, directeur de l'hôpital Lapinlahti, et Emil Hougberg, qui deviendra le premier médecin-chef de l'hopital de Pitkäniemi.
L'hopital est classé Site culturel construit d'intérêt national en Finlande par la direction des musées de Finlande.

## Galerie

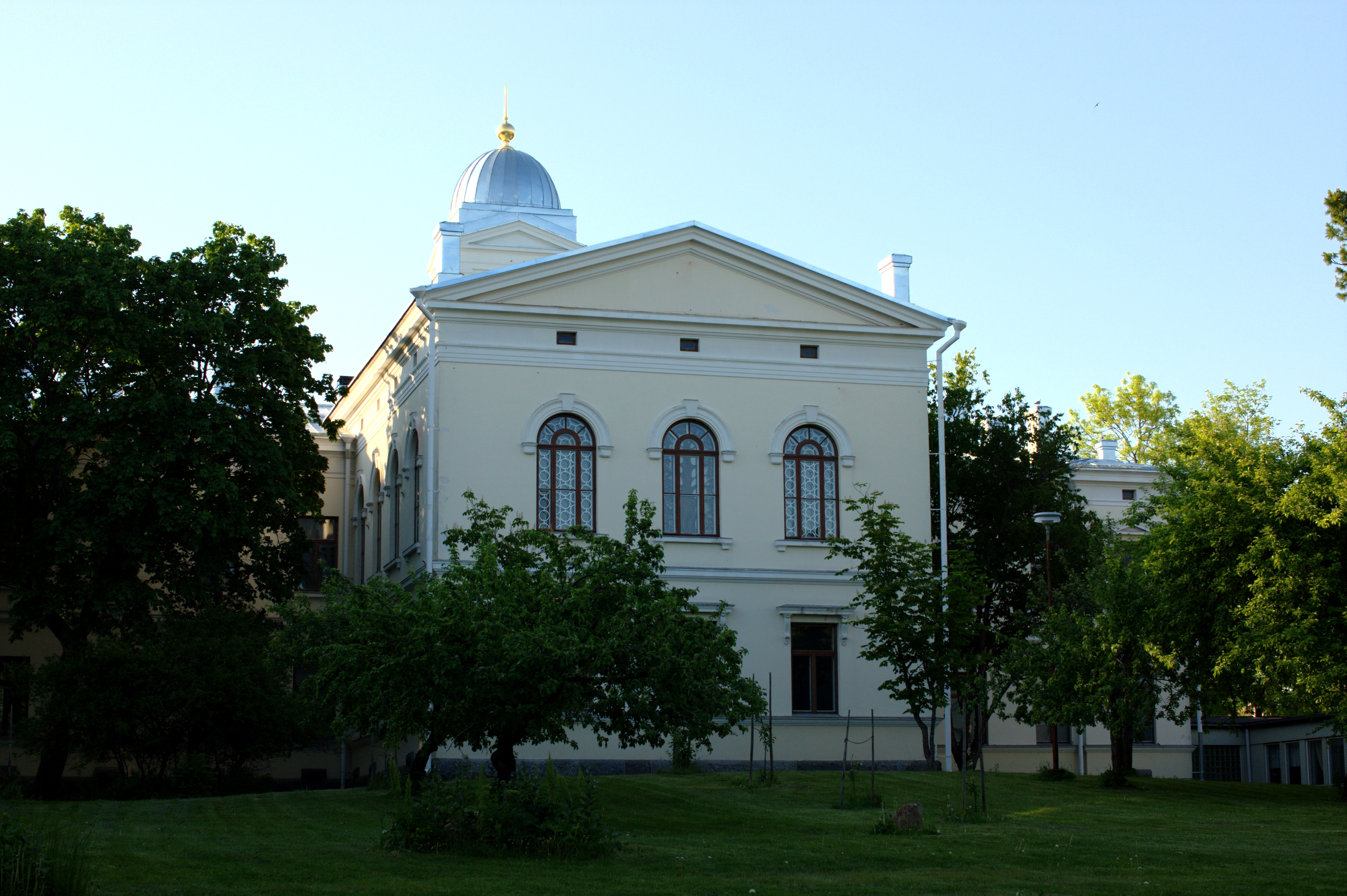
L'église.
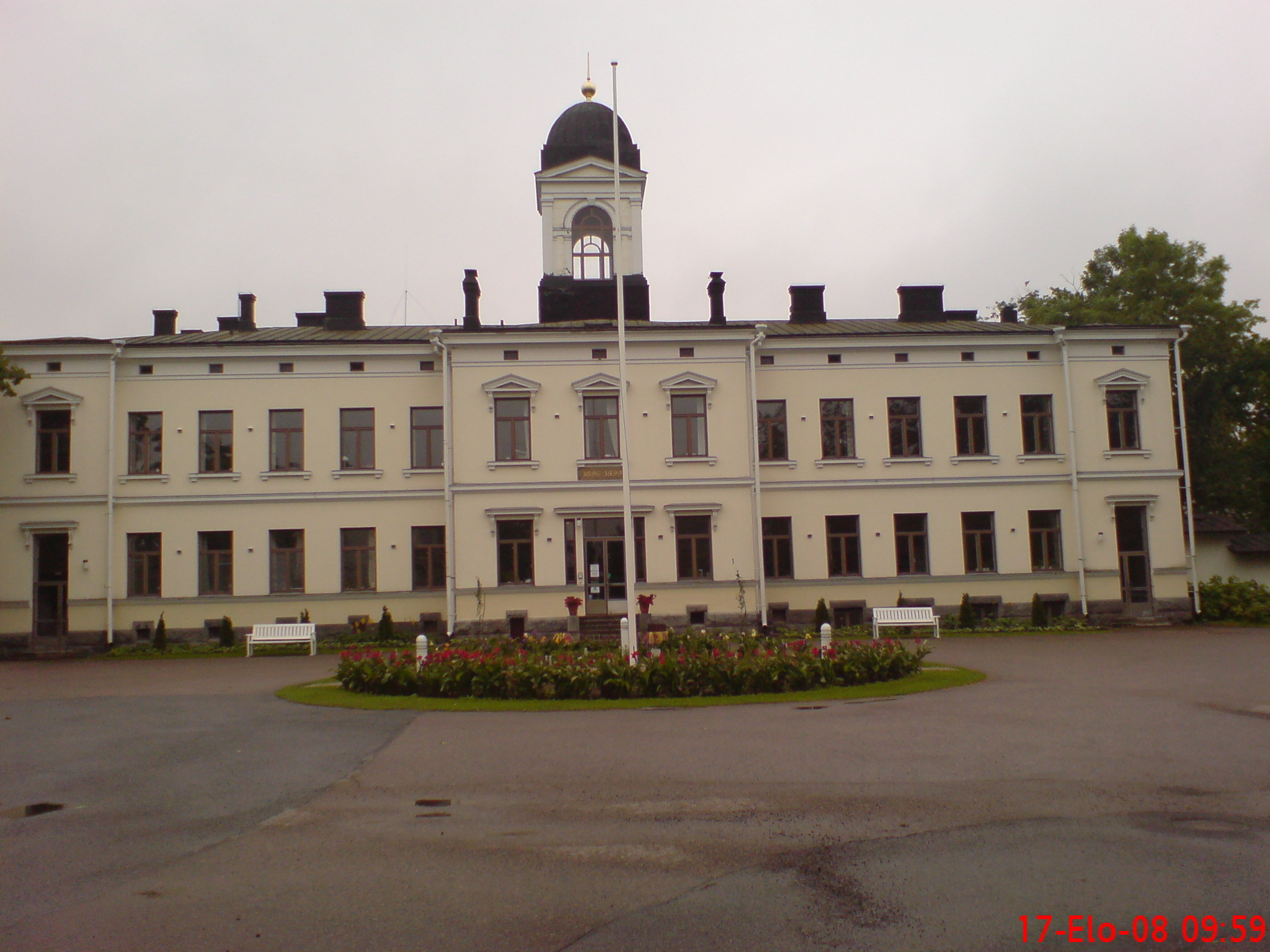
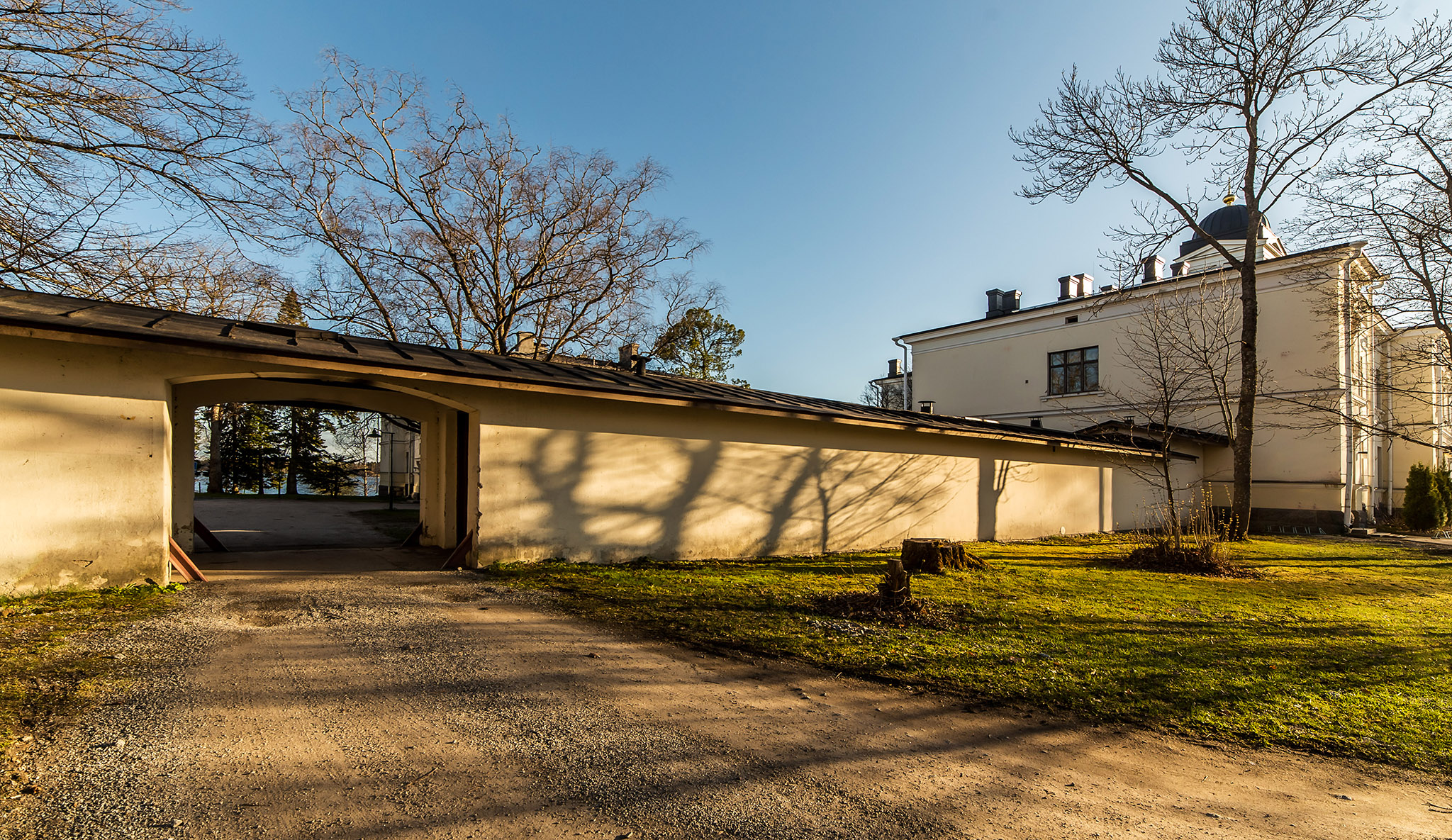